# 金子洋三
金子 洋三（かねこ ようぞう、1947年 - ）は、日本の福祉活動家。前青年海外協力隊事務局長。現在、社団法人青年海外協力協会 (JOCA) 会長。

## 来歴
広島県広島市出身。1970年京都大学農学部卒業、同大学院に進み森林生態学の研究をしていたが、青年海外協力隊に応募し、1972年から2年間、天然痘撲滅計画の最後に残ったエチオピアに派遣され天然痘監視員として活動。1978年にJICAに入団。2000年10代目の青年海外協力隊事務局長に初の生え抜きとして就任した。2004年退団。